# Franciszek Krudowski
Franciszek Krudowski (ur. 1 maja 1860 w Krakowie, zm. 9 maja 1945 tamże) – polski artysta malarz.

## Biografia
Ukończył Gimnazjum Św. Anny w Krakowie. Studiował najpierw w Krakowie, następnie w wiedeńskiej akademii sztuk pięknych u (w latach 1875–1880). Wielokrotnie nagradzany wyjechał na dalsze studia do Rzymu. Przebywał tam do 1893 roku. Potem wiele podróżował. W 1900 zamieszkał na stałe w Krakowie. Malował przede wszystkim obrazy o tematyce religijnej i mitologicznej oraz portrety.
W 1894 otrzymał od komitetu Wystawy Krajowej we Lwowie złoty medal w dziedzinie sztuka, obrazy, rzeźby.

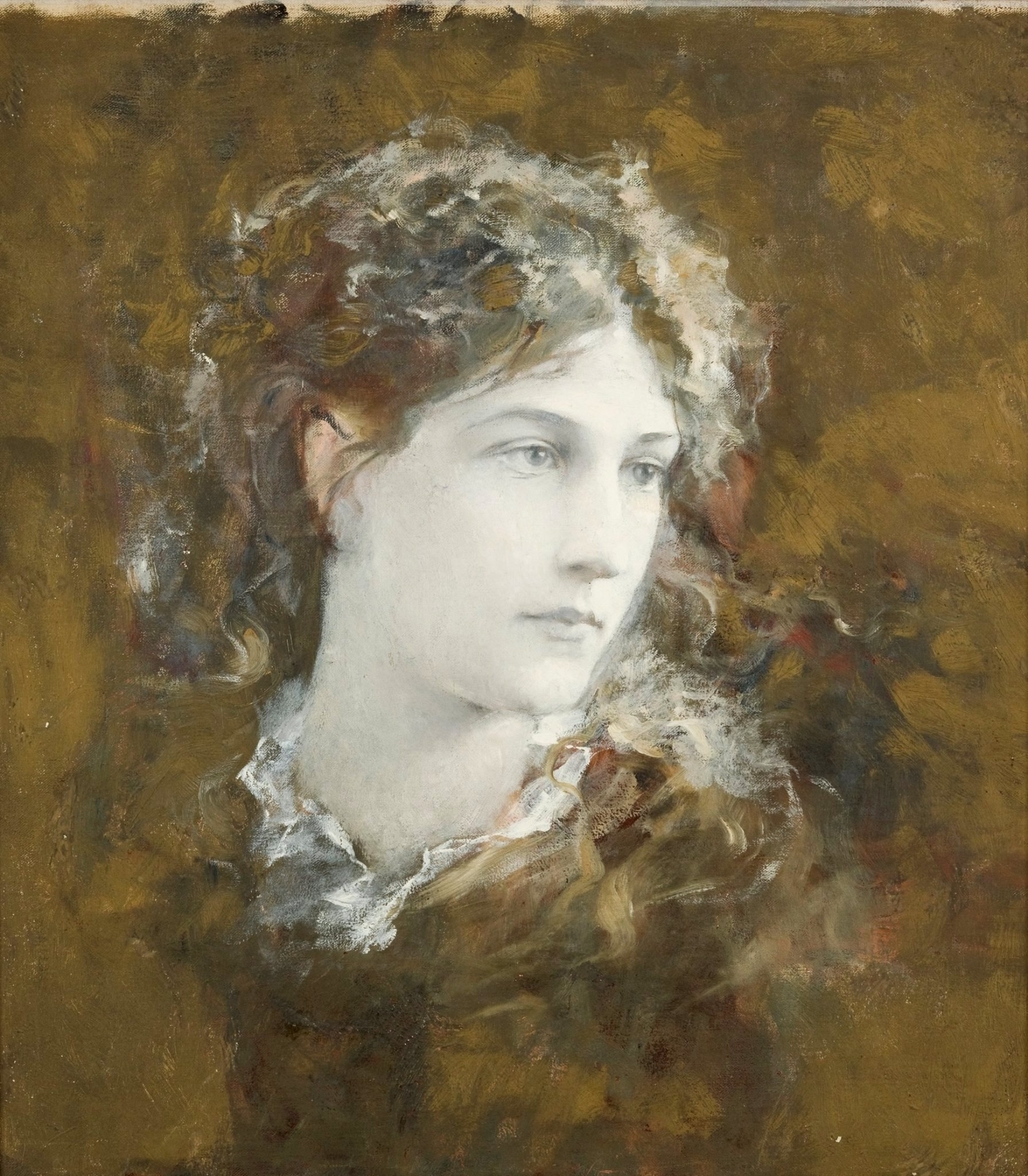
Portret Heleny Modrzejewskiej z ok. 1890 roku

## Wybrane dzieła
Źródło: Encyklopedia Gutenberga
- Powrót z Golgoty
- Madonna
- Św. Cecylia (praca nagrodzona złotym medalem)
- Matka Boska wśród świętych polskich (dla kościoła S. Giovanni Cenzio w Rzymie)
- Chrystus w Getsemanie (dla kościoła S. Giovanni Cenzio w Rzymie)
- Św Karol Boromeusz (dla kościoła S. Giovanni Cenzio w Rzymie)
- Mater Dolores
- Głowa Chrystusa
- Chrystus na pustyni
- Złożenie do grobu
- fresk w kopule jednej kaplicy Katedry krakowskiej
- portret Jana Styki z 1881 (kolekcja prywatna)